# Walter Bröcker

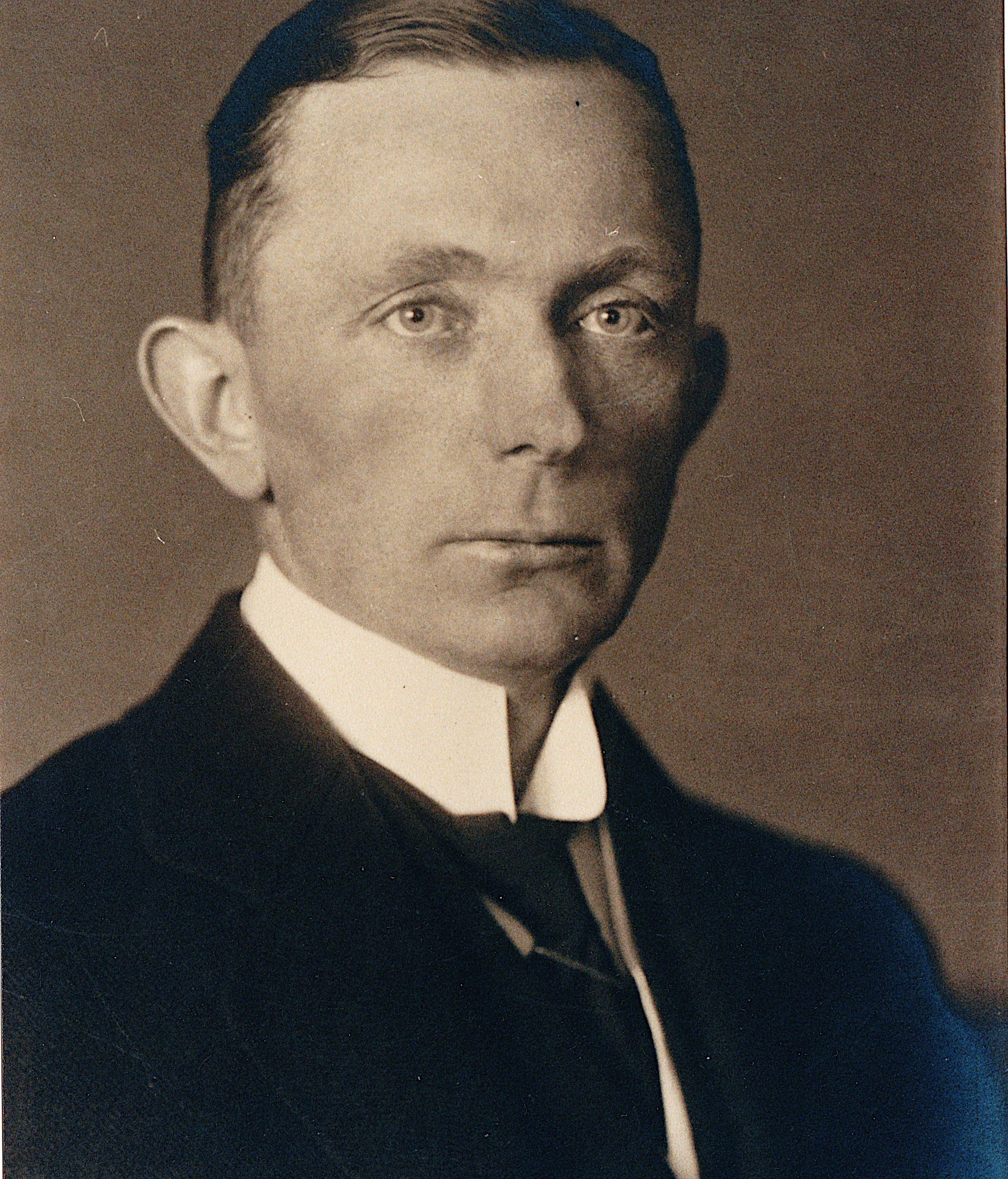
Walter Bröcker, Foto aus Familienerbe

Walter Bröcker (* 19. Juli 1902 in Itzehoe; † 3. August 1992 in Kiel) war ein deutscher Philosoph und Professor in Rostock und Kiel.

## Leben
Der Sohn des Fabrikdirektors Walter Carl Bröcker (?–1944) legte 1920 das Abitur in Itzehoe ab und studierte von 1920 bis 1933 Philosophie, Geschichte, Volkswirtschaftslehre und Physik an den Universitäten Hamburg, Freiburg, Marburg und Berlin. Seine Promotion zum Dr. phil. erfolgte 1928 in Marburg bei Martin Heidegger mit der Arbeit Kants „Kritik der ästhetischen Urteilskraft“. Versuch einer phänomenologischen Interpretation und Kritik des I. T. der „Kritik der Urteilskraft“. Die Habilitation erfolgte 1934 an der Universität Freiburg im Breisgau mit der Arbeit über Aristoteles ebenso bei Heidegger, dessen Assistent er war. Von 1933 bis 1935 gehörte Bröcker der SA an. Am 3. Juni 1939 beantragte er die Aufnahme in die NSDAP und wurde zum 1. Januar 1940 aufgenommen (Mitgliedsnummer 8.367.438). Von 1937 bis 1940 lehrte er als Dozent an der Universität Freiburg.
Nach Beginn des Zweiten Weltkrieges diente er 1939 kurzzeitig in der Wehrmacht in einer Baukompanie und einem Bau-Ersatz-Bataillon. Von 1940 bis 1941 wurde er Professor für Philosophie in Vertretung an der Universität Rostock, 1941 bis 1948 als ordentlicher Professor, 1941 bis 1948 Institutsdirektor und von 1942 bis 1945 Dekan.
Von den Sowjets wurde er 1945 aufgrund seiner NSDAP-Mitgliedschaft nur kurzzeitig entlassen. Die Universität Rostock bescheinigte ihm in Folge unter Aufführung zahlreicher Zeugen eine antinazistische Einstellung und begründete seine Parteimitgliedschaft mit wirtschaftlichen Zwängen. Ein Parteiamt hatte er nie bekleidet. Er war dann kurzzeitig SED-Anwärter, bevor es ihm 1948 über den Ruf nach Kiel gelang, mit seiner Familie und seinen zu diesem Zeitpunkt sechs Kindern aus der Ostzone legal auszureisen.
Aufgrund seines großen Interesses an den philosophischen Originaltexten aus dem antiken Griechenland hat er in Rostock mit dem Altphilologen Hans Diller intensiv zusammengearbeitet, der dort seit 1935 gelehrt hatte und der 1948 Walter Bröcker als ordentlichen Professor für Philosophie an die Universität Kiel holte, wo er bis zu seiner Emeritierung Philosophie gelehrt hat. Sein bedeutendster Schüler war Kurt Hübner.
Bröcker war mit der Heidegger-Schülerin Käte Bröcker-Oltmanns (* 20. September 1906; † 2. Januar 1999) verheiratet. Käte promovierte 1935 in evangelischer Theologie über Meister Eckardt. Sie beteiligte sich weiterhin an der Herausgabe von Heideggers Vorlesungen. Die beiden hatten sieben Kinder. Hinrich und Caroline wurden Juristen, Bernhard Physiker, Theodor Mathematiker, ebenso wie Ludwig, Martin Mediziner sowie Johannes Wirtschaftswissenschaftler.

## Werke (Auswahl)
- Aristoteles, Frankfurt am Main 1935, 5. Aufl. 1987.
- Auseinandersetzungen mit Hegel, Frankfurt am Main 1965.
- Das was kommt gesehen von Nietzsche und Hölderlin, Pfullingen 1963.
- Dialektik, Positivismus, Mythologie, Frankfurt am Main 1958.
- Formale, transzendentale und spekulative Logik, Frankfurt am Main 1962.
- mit Heinrich Buhr: Zur Theologie des Geistes, Pfullingen 1960.
- Platos Gespräche, Frankfurt am Main 1964, 5. Aufl. 1999.
- Die Geschichte der Philosophie vor Sokrates, Frankfurt am Main 1965, 2. Aufl. 1986.
- Der Gott des Sophokles, Frankfurt am Main 1971.
- Hölderlins Friedensfeier, entstehungsgeschichtlich erklärt, Frankfurt am Main 1960.
- Im Strudel des Nihilismus, Kiel 1951.
- Kant über Metaphysik und Erfahrung, Frankfurt am Main 1970.
- Materialien zur Geschichte der Philosophie, Frankfurt am Main 1972.
- mit Bröcker-Oltmanns, Käte (Hg.): Martin Heidegger: Phänomenologische Interpretationen zu Aristoteles. Einführung in die phänomenologische Forschung, Frankfurt am Main 1985.
- Platonismus ohne Sokrates. Ein Vortrag über Plotin, Frankfurt am Main 1966.
- Poetische Theologie, Frankfurt am Main 1980.
- Theologie der Ilias, Frankfurt am Main 1975.
- Rückblick auf die Existenzphilosophie, Philosophische Perspektiven Bd. 4, Amsterdam, 1972